# Politiehond Albert

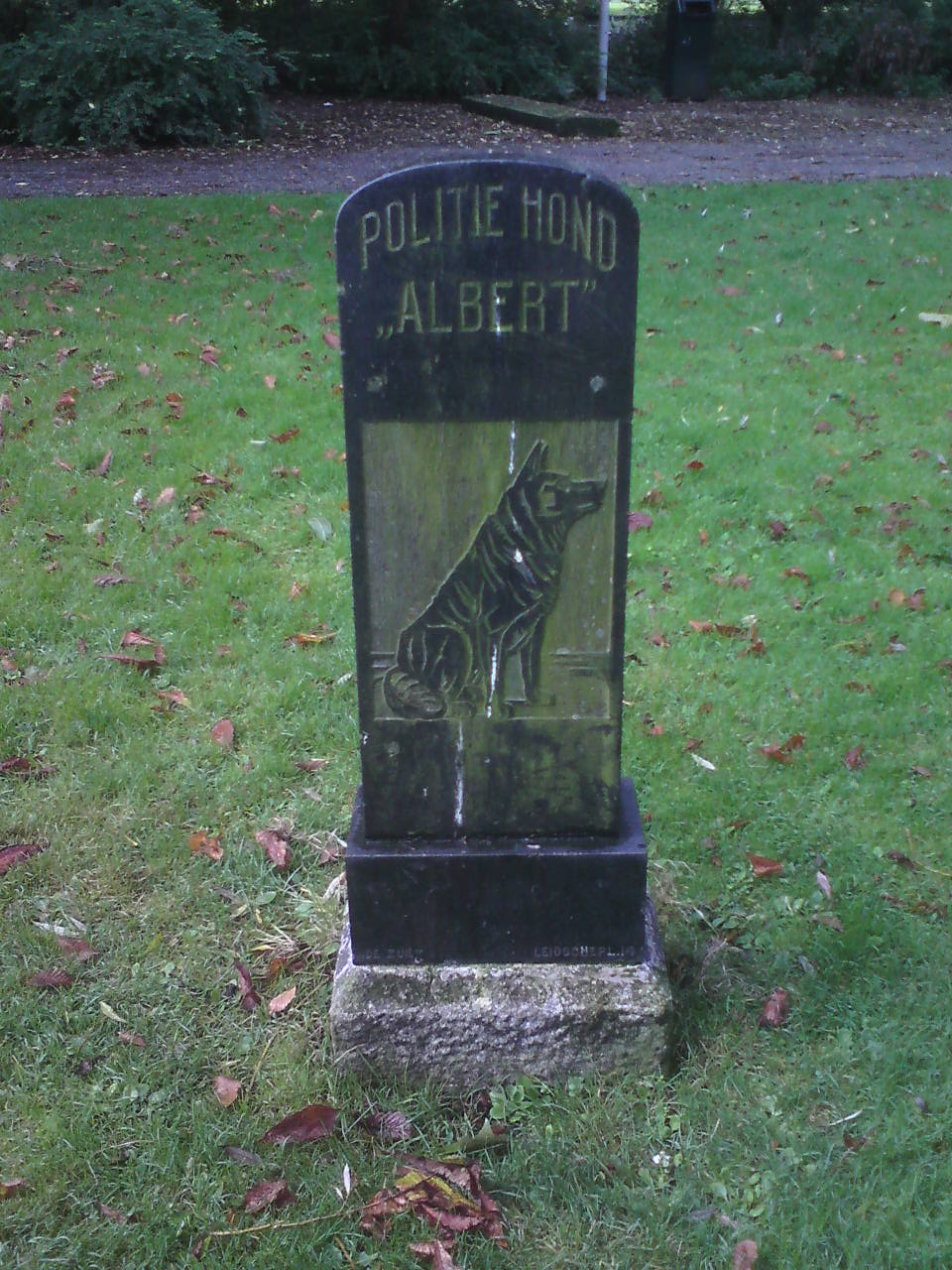
Grafsteen Politiehond Albert

Politiehond Albert is een beeldje uit 1924 dat geplaatst is in het Oosterpark te Amsterdam. Het beeldje bestaat uit een granieten grafsteen op een stenen sokkel.
Het beeldje is neergezet ter nagedachtenis van politiehond Albert (roepnaam Ab of Appie), die leefde van 1916 tot en met maart 1923. De privéspeurhond was een Tervuerense herder van agent Water, die de Amsterdamse politie af en toe hielp bij het oplossen van misdrijven. De eerste trainingen van de hond vonden in genoemd park plaats. De hond stierf een droevig einde. Zijn begeleider moest opgenomen worden in het Burgerziekenhuis, de hond stikte thuis in een zakdoek van zijn baas. Het succes van de speurhond zou volgens overlevering hebben geleid tot de oprichting van de Hondenbrigade.
Het beeldje kwam er na veel inspanningen; het waren crisisjaren en niet iedere agent vond het de moeite waard geld te doneren voor dit beeldje. Gedurende de jaren is het beeldje verplaatst en op een lagere sokkel neergezet.  
Het beeldje bevat een voorbeeld van onjuist spatiegebruik. Het is onbekend wie het beeldje heeft ontworpen of geleverd. Ook zijn er twijfels of er wel een Tervuerense herder is afgebeeld. Fabrikant is De Zuil aan het Leidseplein te Amsterdam, aldus een tekst op de zerk.
Bokkenrijder · Bolgewas · Communicatie · Justus van Maurikbank · Leonard Springerbrug · Limietpalen Oosterpark · Monument voor de Tachtigers · Muziekkoepel Oosterpark · Nationaal monument slavernijverleden · Politiehond Albert · Rotsfontein Oosterpark · De Schreeuw · Speelslinger Oosterpark · Spelende kinderen · Spreeksteen · Tekststeen Julianaboom · De Titaantjes · Het westen ontvangt en ontmoet 't oosten